# آژیتاسیون (علوم سیاسی)

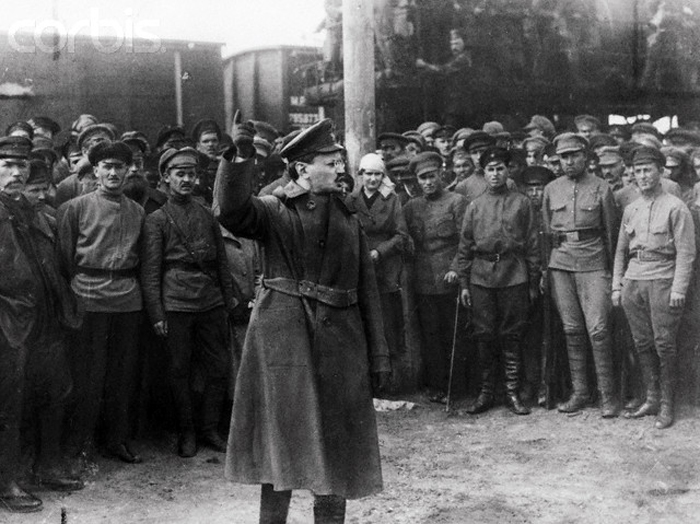
توضیحات: خطاب تروتسکی به سربازان ارتش سرخ در طول جنگ لهستان و شوروی.

آژیتاسیون (به انگلیسی Agitation) به هرگونه تلاش کسی یا گروهی برای شرکت دادن مردم در اهداف سیاسی و اجتماعی و اقتصادی از راه تبلیغات و نطق در رسانه‌های گروهی یا پخش اعلامیه یا جمع‌آوری امضاء گویند. فاعل این عمل را آژیتاتور (Agitator) گویند. غالب این افراد گمراه‌کننده، دروغگو، متقلب، سوء استفاده چی هستند و منافقانه کار می‌کنند.